# 鹿島共同発電所
鹿島共同発電所（かしまきょうどうはつでんしょ）は茨城県鹿嶋市新浜5にある鹿島共同火力の火力発電所。

## 概要
住友金属工業（現・日本製鉄）と東京電力の共同出資により設立された鹿島共同火力株式会社が運営する火力発電所で1973年7月に1号機が運転開始、4号機までが建設された。燃料は日本製鉄東日本製鉄所鹿島地区からの副生ガス（高炉ガス、コークス炉ガス）を主に使用し、電力を同製鉄所および東京電力へ供給している。
2011年1月にはコンバインドサイクル発電方式を採用した5号機の建設に着工、2013年11月22日に運転を開始した。
一方で老朽化に伴い、2号機は2012年9月30日、1号機は2013年11月30日に廃止された。
2016年12月、3号ボイラー更新。

## 発電設備
- 総出力：100万kW（2019年9月現在）[2]
- 総面積：29万1千m2

3号機
定格出力：35万kW
使用燃料：高炉ガス、コークス炉ガス、石炭
営業運転開始：1982年2月
4号機
定格出力：35万kW
使用燃料：高炉ガス、コークス炉ガス、重油
営業運転開始：1982年3月
5号機
発電方式：1,300℃級コンバインドサイクル発電方式
定格出力：30万kW*
　ガスタービン：26.91万kW × 1軸**
　蒸気タービン：11.93万kW × 1軸
使用燃料：高炉ガス、コークス炉ガス
熱効率：49.4%（低位発熱量基準）
営業運転開始：2013年11月22日
* 合計して最大30万kWとなるよう運転される。
** ガスタービン出力26.91万kWの内、8.4万kWをガス圧縮機の動力源として使用。

## 廃止された発電設備
1号機（廃止）
定格出力：35万kW
使用燃料：高炉ガス、コークス炉ガス、重油
営業運転期間：1973年7月 - 2013年11月30日
2号機（廃止）
定格出力：35万kW
使用燃料：高炉ガス、コークス炉ガス、重油
営業運転期間：1973年12月 - 2012年9月30日（2010年4月より長期計画停止）

## 東北地方太平洋沖地震による被害
2011年3月11日に発生した東北地方太平洋沖地震により、1、3号機が停止した。2号機は長期計画停止中、4号機は定期検査中であった。
復旧作業により2011年4月16日には1号機運転再開、6月7日には3号機が運転再開、7月20日には4号機が定検終了、運転再開した。

## 沿革
- 1973年 7月 - 1号機営業運転開始
- 1973年12月 - 2号機営業運転開始
- 1982年 2月 - 3号機営業運転開始
- 1982年 3月 - 4号機営業運転開始
- 1984年 4月 - 4号機ボイラー改造、ガス専焼運転開始
- 1984年 8月 - 3号機ボイラー改造、ガス専焼運転開始
- 1986年 4月 - 1号機ボイラー改造、ガス専焼運転開始
- 2010年 4月 - 2号機長期計画停止
- 2011年 1月 - 5号機着工
- 2012年 9月30日 - 2号機廃止
- 2013年 11月22日 - 5号機営業運転開始
- 2013年 11月30日 - 1号機廃止[6]
- 2016年 12月 - 3号機ボイラー更新 (主燃料を重油から石炭へ)